# Ilona
Ilona je ženské křestní jméno ugrofinského původu. Jedná se o maďarskou formu řeckého jména Helena.
Podle českého kalendáře má (spolu se Sebastianem) svátek 20. ledna.

## Zdrobněliny
Ila, Ilka, Ilonka, Ilča, Iluška, Lonča, Lonka, Lonička, Lončička, Ilda, Jilča

## Statistické údaje
Následující tabulka uvádí četnost jména v ČR a pořadí mezi ženskými jmény ve srovnání několika let, pro které jsou dostupné údaje MV ČR – lze z ní tedy vysledovat trend v užívání tohoto jména:
| Rok  | Četnost | Pořadí |
| 1999 | 21 245  | 65.    |
| 2002 | 21 204  | 66.    |
| 2006 | 21 042  | 65.    |
| 2014 | 20 476  | 113.   |

Změna procentního zastoupení tohoto jména mezi žijícími ženami v ČR (tj. procentní změna se započítáním celkového úbytku žen v ČR za sledované tři roky 1999–2002) je +0,6%.

## Známé nositelky jména
- Ilona Csáková – česká zpěvačka
- Ilona Eleková – maďarská šermířka
- Ilona Gusenbauerová – rakouská sportovkyně, atletka
- Ilona Hlaváčková – česká plavkyně
- Ilona Mitrecey – francouzská zpěvačka
- Ilona Svobodová – česká herečka
- Ilona Štěpánová-Kurzová – česká klavírní virtuózka a pedagožka